# David Brainin
Pour les articles homonymes, voir Brainin.
David Brainin (en russe : Давид Брайнин ; 20 août 1905 à Kharkiv - 18 septembre 1942 à Drancy) est un peintre et danseur français d'origine russe.

## Biographie

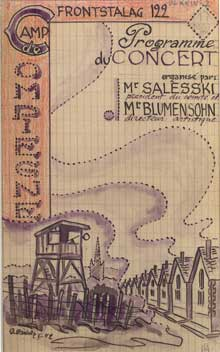
Page de garde du programme de concert au camp de Compiègne dessinée par David Brainin.

David Brainin est né à Kharkiv, alors dans l'Empire russe. Sa famille est juive, son père est tailleur. À 14 ans, il quitte l'école et sa famille et part en Palestine,.
Il rejoint Paris en 1924, y vit et y étudie la peinture et la chorégraphie. Danseur, il fait également partie des Ballets russes. En 1931, il fait une tournée avec sa femme, une danseuse russe, au Brésil, au Mexique et en Argentine.
À leur retour à Paris, il suit des cours à l'École des beaux-arts et travaille comme décorateur de films. Il joue également au cinéma et au théâtre.
Pendant l'Occupation, il est interné dans le camp de Royallieu, près de Compiègne, puis à Drancy. Il est connu par les dessins qu'il fait dans le camp (1942), conservés aujourd'hui dans les collections du Beit Lohamei Ha-Getaot. Il meurt à Drancy en 1942,,.
Sa dernière adresse est au 66 rue Letellier, dans le 15e arrondissement de Paris. Il est le père du poète, écrivain et metteur en scène français Grégoire Brainin, dit « Moineau ».